# Clayhatchee, Alabama
Clayhatchee là một thị trấn thuộc quận Dale, tiểu bang Alabama, Hoa Kỳ. Dân số năm 2009 là 493 người, mật độ đạt 70 người/km².